# Helene Schmitz

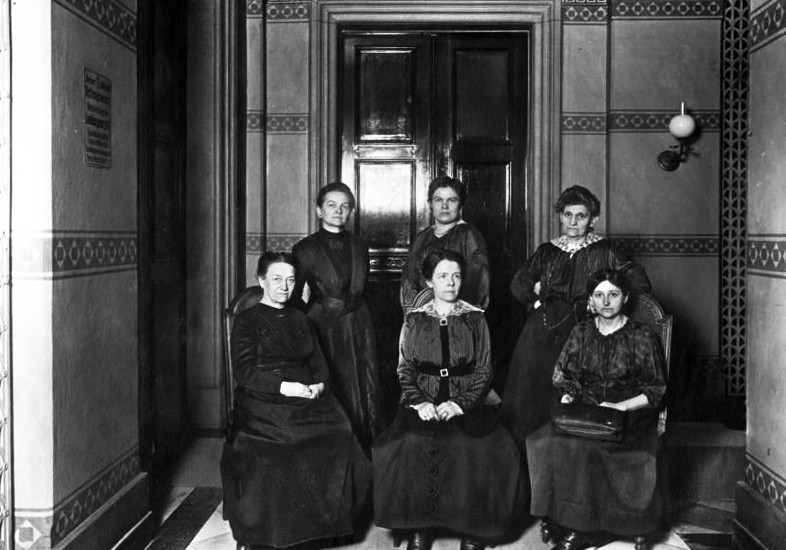
Berliner Stadtverordnete 1919: Martha Hoppe, Helene Schmitz, Martha Wygodzinski, Martha Shiroa, Liesbeth Riedger, Anna Kulicke

Helene Schmitz (geborene Hüser; * 18. März 1874 in Elberfeld; † 4. Mai 1945 in Berlin) war eine deutsche Politikerin (SPD).

## Leben
Helene Schmitz wurde als Tochter eines Schuhmachers geboren. Nach dem Besuch der Volksschule in Elberfeld absolvierte sie eine Lehre und arbeitete im Anschluss als Posamentiererin. Bis zu ihrer Heirat, im Jahre 1894 mit dem Schlosser und Gewerkschaftsangestellten August Schmitz, war sie als Meisterin und Abteilungsleiterin in einer Elberfelder Fabrik zur Herstellung von Zierborten tätig, danach wurde sie Hausfrau. Sie trat in die SPD ein und war bis 1910 als Parteifunktionärin in Elberfeld tätig, wo sie 1898 zu den Gründern des Konsumvereins „Vorwärts-Befreiung“ zählte. 1910 zog sie mit ihrem Ehemann nach Berlin. 1916 erfolgte ihre Wahl in den Berliner SPD-Bezirksvorstand, dem sie bis 1926 angehörte. Außerdem war sie von 1919 bis 1933 Vorstandsmitglied der Berliner Arbeiterwohlfahrt.
Schmitz war von 1919 bis 1926 Mitglied der Berliner Stadtverordnetenversammlung. Sie kandidierte bei der Landtagswahl im Dezember 1924 erfolglos für den Preußischen Landtag, rückte aber 1925 in das Parlament nach und blieb bis 1932 Abgeordnete.
Während der Zeit des Nationalsozialismus wurde das Ehepaar Schmitz von der Gestapo überwacht. Nach einem Bombenangriff auf ihr Haus 1943 lebten sie in einer Kellerwohnung.